# سرژ دمیر
سرژ دمیر (انگلیسی: Serge Demierre؛ زادهٔ ۱۶ ژانویهٔ ۱۹۵۶) دوچرخه‌سوار اهل سوئیس است.